# Gomoză

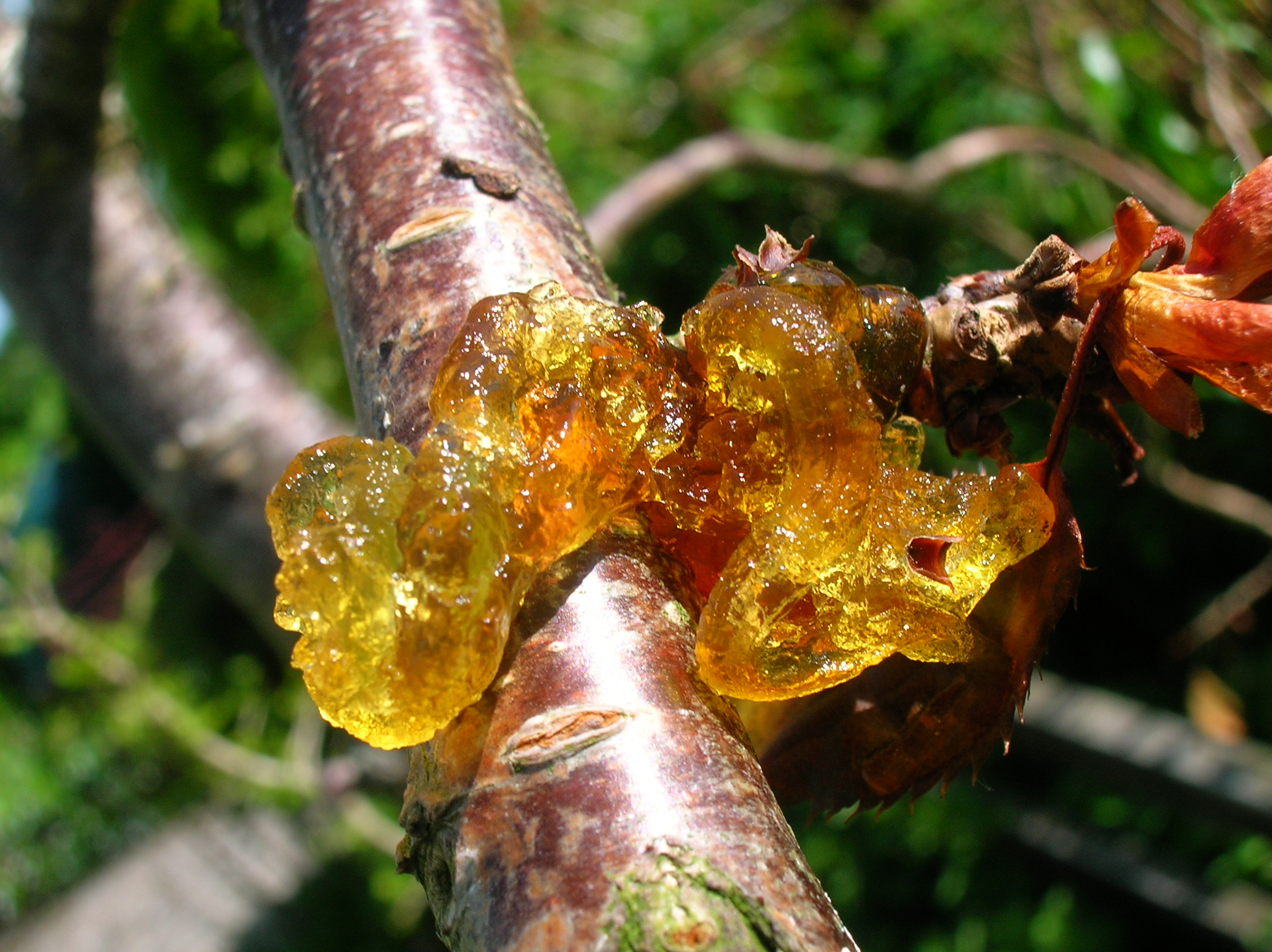
Gomoză observată pe o specia Prunus serrula (cireș tibetan)

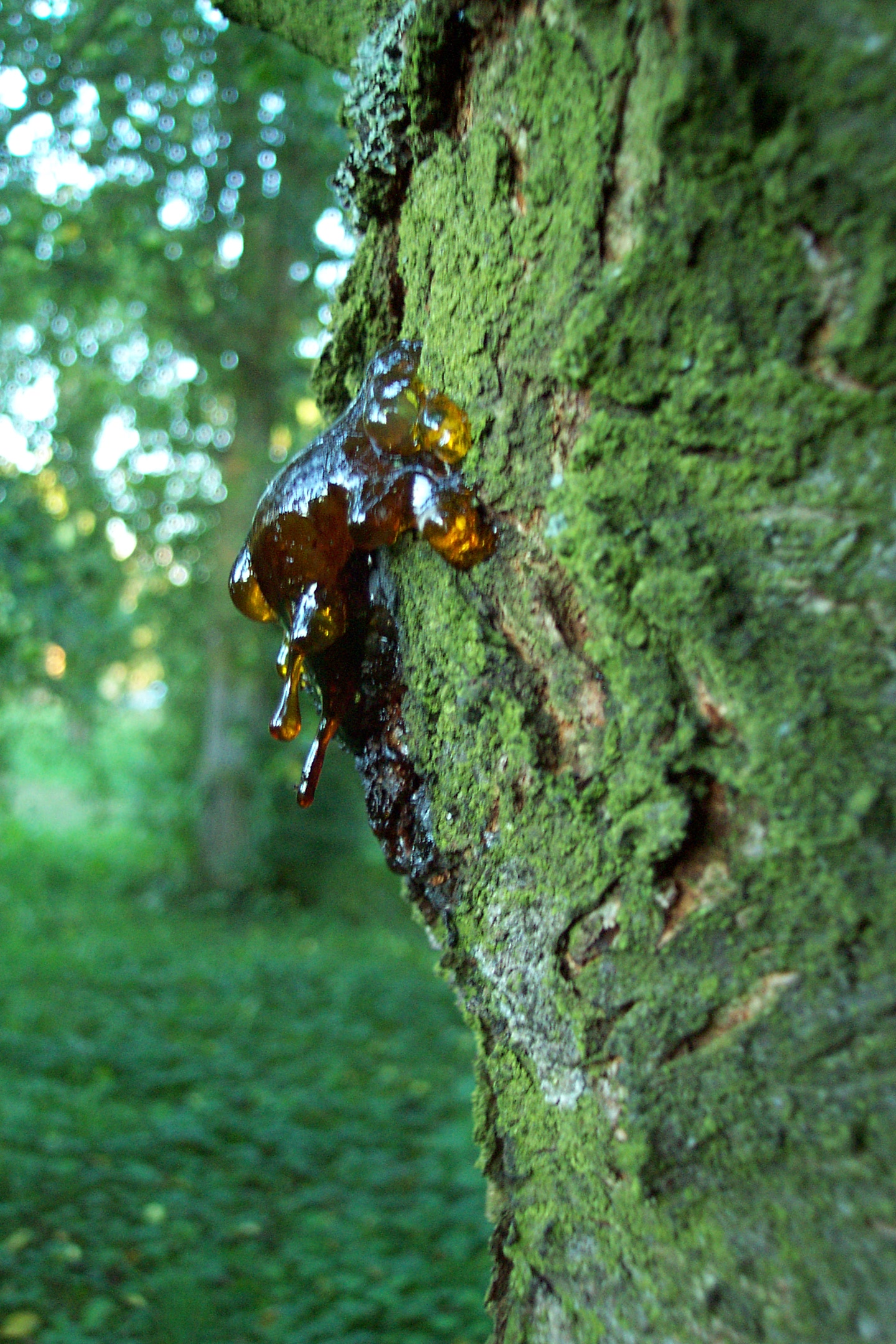
Sevă ce se scurge prin scoarța unui cireș

Gomoza este procesul prin care are loc dezvoltarea unor formațiuni de consistență gumoasă la suprafața anumitor specii vegetale, în special pe pomi fructiferi. Gomoza este nespecifică și are loc atunci când seva plantei se scurge prin anumite leziuni realizate sub acțiunea unor stimuli externi, precum condiții de vreme neprielnice, diverse boli infecțioase, probleme cauzate de insecte sau leziuni mecanice.
În zona afectată a cojii încetează tranzitul sevei și substanțele nutritive transportate de aceasta se acumulează și, prin evaporarea apei se îngroașă, transformându-se într-o gomă, iar celulele care o conțin sunt distruse treptat. Pe măsură ce se acumulează goma, se accelerează și procesele de descompunere a țesuturilor care o înconjoară și pe suprafața scoarței apar incrustații translucide lipicioase de nuanțe de maro, iar sub ele dezvoltă o rană adâncă. Ca aspect, goma acumulată seamănă cu rășina coniferelor dar, spre deosebire de aceasta, nu poate strânge și vindeca rana, deoarece nu conține substanțe rășinoase și fitocide. Dimpotrivă, prezența polizaharidelor nutritive în gomă atrage insecte, bacterii și ciuperci, care contribuie la înrăutățirea stării arborelui.
Tăierea vișinilor, cireșilor, prunilor, corcodușilor imediat după recoltare nu provoacă gomoza inevitabilă după tăierile de primăvară; până în iarnă, rănile se vindecă bine.